# Aphelopus nigriceps
Aphelopus nigriceps är en stekelart som beskrevs av Jean-Jacques Kieffer 1905. Aphelopus nigriceps ingår i släktet Aphelopus, och familjen stritsäcksteklar. Arten är reproducerande i Sverige.